# Terapia
Terapia (em grego: θεραπεία, do verbo therapeúo, "prestar cuidados
médicos, tratar") ou terapêutica significa o tratamento para uma determinada doença. As terapias dependem do diálogo com um profissional da área, num processo que demanda investimento de tempo e de dinheiro. Segundo a Associação Americana de Psiquiatria, até 75% dos pacientes com algum distúrbio apresentam melhoras após as sessões de psicoterapia.